# ویسنته میر
ویسنته میر (انگلیسی: Vicente Mir؛ زادهٔ ۳ ژوئن ۱۹۶۸) بازیکن فوتبال اهل اسپانیا است.
از باشگاه‌هایی که در آن بازی کرده‌است می‌توان به باشگاه فوتبال الچه و باشگاه فوتبال والنسیا اشاره کرد.